# Samuły
Samuły – część wsi Kaplonosy w Polsce położony w województwie lubelskim, w powiecie włodawskim, w gminie Wyryki.
W latach 1975–1998 Samuły administracyjnie należały do województwa chełmskiego.